# أرخبيل مادالينا
أرخبيل مدلينة أو مادالينا (بالإنجليزية: Maddalena archipelago) عبارة عن مجموعة جزر في مضيق بونيفاسيو بين كورسيكا فرنسا وشمال شرق سردينيا (إيطاليا). الأرخبيل كله يجعل أراضي لا مادالينا كومونا في سردينيا.